# Manhattan (zespół muzyczny)
Manhattan – węgierska grupa muzyczna, grająca pop.

## Historia
Zespół został założony w Budapeszcie w 1991 roku. W tym samym roku zespół nagrał swój pierwszy przebój, "Rossz vagyok". W roku 1995 Szabolcs Varga (wokal, instrumenty klawiszowe) opuścił zespół. Pod koniec 1998 roku zespół opuścił także Sándor Dobi (wokal), który został zastąpiony przez Tamása Kelemena, grającego wcześniej w zespole Love.

## Obecny skład zespołu
- János Nyemcsók – wokal
- Tamás Kelemen – gitara, kompozytor, producent
- Gábor Vilmányi – wokal, instrumenty klawiszowe

## Dyskografia
- Manhattan (1991)
- Szállj fel még (1992)
- Hazatérés (1993)
- Várj, te hosszú forró nyár (1994)
- Ajándék (1995)
- Ugyanaz a tűz (1997)
- He7edik (1998)
- Best of Manhattan (kompilacja) (2000)
- Újra + újra (2003)